# Jascha Nemtsov
Pour les articles homonymes, voir Nemtsov.
Jascha Nemtsov (en russe : Яша Немцов), né le 7 octobre 1963 à Magadan, en URSS, est un pianiste et musicologue russe résidant en Allemagne. Son père, interné au goulag à la fin des années trente, est resté à Magadan après sa libération.

## Biographie
Jascha Nemtsov étudie le piano au Conservatoire Rimski-Korsakov de Leningrad et y obtient en 1986 son diplôme final avec mention. Il s'installe en Allemagne en 1992 où il commence une carrière internationale de soliste et de musicien de chambre, donnant de nombreux concerts en Europe, en Israël, au Canada, en Russie et aux USA. Docteur en musicologie depuis 2004, il obtient son habilitation en 2007. Il s’intéresse et promeut les compositeurs juifs de la première moitié du XXe siècle qu'il regroupe sous l'appellation de « Nouvelle école juive » en musique, comme Joseph Achron, Mikhaïl Gnessine, Alexandre Krein, Moshe Milner (en), Solomon Rosowski (en), Lazare Saminski (en). Cette école s'est exprimée au travers d'associations de compositeurs en Russie et dans certains pays d'Europe occidentale, dont l'objectif était de développer un style juif dans la musique savante, basé sur le folklore juif et la musique liturgique jouée dans les synagogues. Il s'attache également à mieux faire connaître, par ses écrits et en interprétant leurs œuvres les compositeurs victimes des régimes totalitaires nazis et staliniens. En 2013, il est nommé professeur d'histoire de la musique juive à l’École supérieure de musique Franz Liszt de Weimar. Jascha Nemtsov a publié de nombreux livres et articles, pour l'essentiel en langue allemande.

## Répertoire
Outre le répertoire classico-romantique (Brahms, Chopin, Liszt), Jascha Nemtsov consacre régulièrement divers programmes de concert aux œuvres de compositeurs des XXe et XXIe siècles, notamment russes comme Chostakovitch, Samuel Feinberg, Rodion Shchedrin, Alexandre Mossolov, Arthur Lourié, Mieczyslaw Weinberg, Vsevolod Zaderatski, Alexandre Veprik (en). Il convient de noter qu'une des caractéristiques de Jascha Nemtsov, tant dans ses programmes de concert que dans ses enregistrements, est de s'attacher à interpréter les compositeurs juifs assassinés dans les camps de concentration nazis comme Viktor Ullmann, Erwin Schulhoff, Pavel Haas ou Gideon Klein ou persécutés par le régime stalinien comme Alexandre Veprik, Mieczyslaw Weinberg ou Vsevolod Zaderatski, ainsi que les compositeurs de la Nouvelle école juive. Il ponctue régulièrement ses concerts de présentations des œuvres et des compositeurs qu'il interprète, s'attachant ainsi à faire revivre nombre de compositeurs « oubliés ».

## Discographie
Il a déjà enregistré plus de quarante CD en soliste ou avec d'autres interprètes, comme David Geringas (violoncelle), Tabea Zimmermann (alto), Kolja Blacher (de), Dimitri Sitkovetski et Ingolf Turban (de) (violon), Chen Halevi (en) (clarinette), Verena Rein (soprano), ainsi que le Quatuor Vogler (en). Avec plusieurs de ses CD, il a présenté au public pour la première fois la musique de certains compositeurs jusqu'alors complètement oubliés, comme Juliusz Wolfsohn (de), Vsevolod Zaderatski et Jakob Schönberg (de). Plusieurs de ses disques ont été salués par la critique internationale, en Allemagne, en Angleterre, aux États-Unis ou en France.